# Маринка, Анамария
Анамари́я Мари́нка (рум. Anamaria Marinca, род. 1 апреля 1978, Яссы) — румынская актриса, ставшая знаменитой благодаря фильму «4 месяца, 3 недели и 2 дня», который получил премию «Золотая пальмовая ветвь» 60-го Каннского кинофестиваля.

## Биография
Анамария Маринка родилась в семье скрипачки и театрального преподавателя. Окончила Университет искусств, музыки и драмы имени Джордже Энеску в Яссах. Дебютом в кино для Анамарии Маринки стала одна из главных ролей в телефильме «Секс-трафик» (2004), которая принесла молодой румынке телевизионную премию «BAFTA» в категории «Лучшая актриса» (2005). В 2007 году состоялась премьера фильма Кристиана Мунджиу «4 месяца, 3 недели и 2 дня», в котором Анамария Маринка также исполнила одну из главных ролей (впоследствии эта картина была удостоена «Золотой пальмовой ветви» юбилейного 60-го Каннского кинофестиваля (2007), а также двух других наград — Cinema Prize of the French National Education System и премии Международной федерации кинопрессы). После триумфа ленты Мунджиу на Каннском кинофестивале Анамария Маринка снялась в фильмах таких кинематографистов, как Фрэнсис Форд Коппола («Молодость без молодости», 2007) и Жюли Дельпи («Графиня», 2009).
В настоящее время актриса проживает в Лондоне. Имеет брата. Свободно владеет румынским, английским, французским и немецким языками.

## Фильмография

### Кино
- 2007 — 4 месяца, 3 недели и 2 дня — Отилия
- 2007 — Молодость без молодости — регистратор в гостинице
- 2008 — Буги — Смаранда Чоказану
- 2009 — Пять минут рая — Вика
- 2009 — Буря — Мира Арендт
- 2009 — Графиня — Анна Дарвулия
- 2010 — Авиаторша с Казбека — авиаторша с Казбека
- 2013 — Европа — Роза Даске
- 2014 — Ярость — Ирма
- 2015 — Флорида — Ивона, няня-румынка для старика
- 2016 — Новая эра Z — доктор Селкирк
- 2017 — Призрак в доспехах — доктор Далин
- 2017 — Нико, 1988 — Сильвия
- 2020 — Бессмертная гвардия — доктор Мета Козак
- 2020 — Похититель байков — Елена
- 2022 — Ты не будешь в одиночестве — Мария
- 2023 — Домоводство для начинающих — Дита

### Телевидение
- 2004 — Секс-трафик (телефильм) — Елена Висинеску
- 2006 — Отель Вавилон (телесериал, эпизод #1.3) — Наташа
- 2008 — Последний враг (многосерийный телефильм) — Ясим Анвар
- 2009 — Спи со мной (телефильм) — Сильви
- 2010 — Холби Сити (телесериал, эпизоды #13.5, 13.9) — мать
- 2011 — Холби Сити (телесериал, эпизод #14.11) — Надя Терещенко
- 2012 — Доктор Кто (в серии «Убежище далеков») — Дарла
- 2012 — Валландер (телесериал, эпизод 2 третьего сезона) — Инес
- 2013 — Муж женщины-политика (3 эпизода) — Дита Ковальски
- 2014 — Пропавший без вести (3 эпизода) — Рини Далча
- 2015 — Безмолвный свидетель (2 эпизода) — Ева
- 2015 — Хинтерленд (2 эпизода) — Мег Матиас
- 2015 — Ривер (мини-сериал, #1.5) — Эма
- 2016 — Марс (12 эпизодов) — Марта Камень
- 2016 — Мегрэ (эпизод «Мегрэ и мертвец») — Мария
- 2017 — Инспектор Джордж Джентли (телесериал, #8.1) — Ева Лидделл
- 2017 — Убийства в Мидсомере (телесериал, #19.5) — Петра Антонеску
- 2019 — Стальная звезда (8 эпизодов) — Сара Никель
- 2019 — Темпл (9 эпизодов) — Сюзанна
- 2021 — Вторжение (2 эпизода) — доктор Чапмен
- 2022 — Дедлайн (4 эпизода) — миссис Мольнар
- 2022 — Детективы из Челси (8 эпизодов) — Астрид Фишер

## Награды и номинации

### Награды
- 2005 — Телевизионная премия «BAFTA TV» в категории «Лучшая актриса» (за роль в телефильме «Секс-трафик»)
- 2005 — Телевизионная премия Королевского телевизионного общества Великобритании в категории «Лучшая актриса» (за роль в телефильме «Секс-трафик»)
- 2007 — Премия Стокгольмского кинофестиваля в категории «Лучшая актриса» (за роль в фильме «4 месяца, 3 недели и 2 дня»)
- 2008 — Премия Международной федерации кинопрессы на кинофестивале в Палм-Спрингс в категории «Лучшая актриса» (за роль в фильме «4 месяца, 3 недели и 2 дня», совместно с Лаурой Василиу)

### Номинации
- 2007 — Премия Европейской академии кино «Феликс» в категории «Лучшая актриса» (за роль в фильме «4 месяца, 3 недели и 2 дня»)